# Brandstofpomp

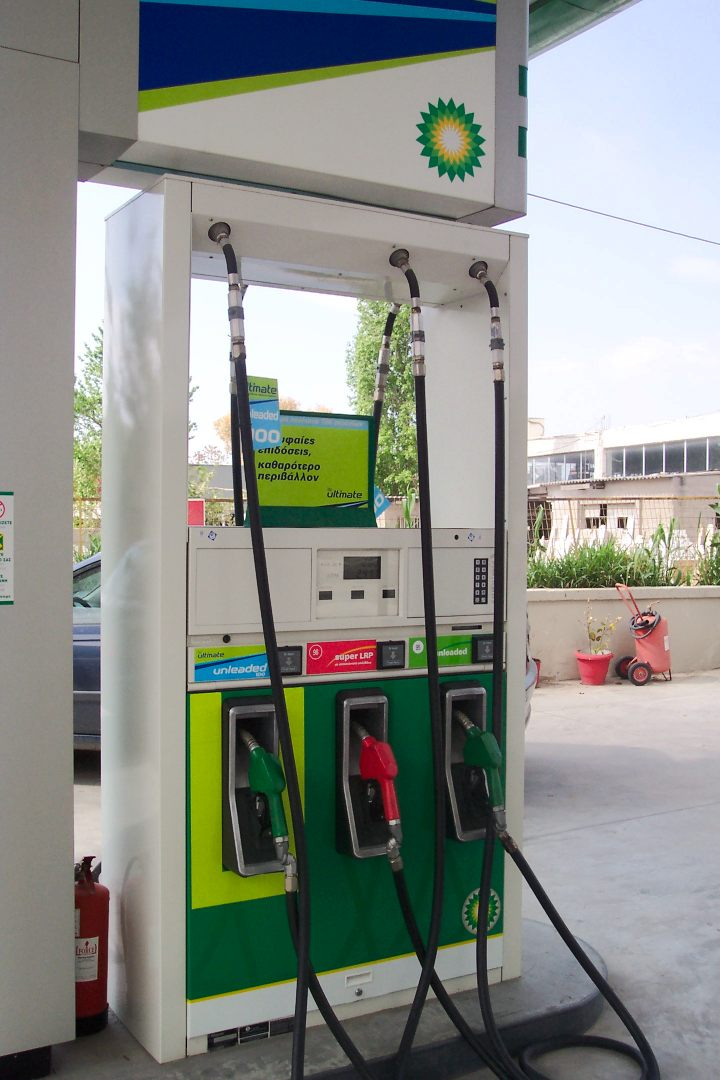
Een brandstofpomp

Een brandstofpomp kan twee dingen betekenen. Een apparaat dat wordt gebruikt om brandstof te verkopen of een onderdeel van een motor.

## Brandstofverkoop
In een brandstofpomp zitten verschillende onderdelen:
- Er is een pomp die de brandstof oppompt uit een grote ondergrondse voorraadtank.
- Aan de pomp zit een filter die onzuiverheden uit de brandstof verwijdert.
- Vervolgens is er een apparaat dat luchtbellen of andere gassen uit de brandstof haalt.
- Dan gaat de brandstof door een (ijkwaardige) meter die het volume of de hoeveelheid meet en dit aangeeft op een teller. Tegelijkertijd wordt het bedrag aangegeven dat betaald moet worden.

## Brandstofpomp motortechniek
Er is ook een brandstofpomp aanwezig bij de meeste verbrandingsmotoren. Deze dient ertoe om de brandstof uit de tank aan te zuigen voor verdere distributie, eventueel inclusief het onder druk zetten.